# 火星のトロヤ群

火星の軌道上にある、L_{4}（薄青色）とL_{5}（緑色）のトロヤ群。火星は赤色で示されている。外側の軌道は、木星である。

火星のトロヤ群 (Mars trojans) は、太陽の周りの公転軌道を火星と共有する小惑星のグループである。火星の前方と後方それぞれ60度離れた位置にあるの2つのラグランジュ点で見られる。火星のトロヤ群の起源は未だ分かっていない。ある仮説では、太陽系が形成された時に、火星のラグランジュ点に捕獲されたものだとするが、スペクトルの研究から、この仮説は誤っていることが示唆される。もう1つの仮説では、太陽系の形成後に火星のラグランジュ点まで移動してきたとするものであるが、火星は非常に低質量であることが問題となる。
2024年11月現在、小惑星センター (MPC) によると火星のトロヤ群であることが知られている小惑星は以下の16個である。
。
L4（火星の前方）
- (121514) 1999 UJ7
- 2023 FW14

L5（火星の後方）
- (5261) エウレカ
- (101429) 1998 VF31
- (121514) 1999 UJ7
- (311999) 2007 NS2
- (385250) 2001 DH47
- 2009 SE
- 2011 SL25
- 2011 SP189
- 2011 SC191
- 2011 UN63
- 2011 UB256
- 2016 CP31
- 2018 EC4
- 2018 FC4
- 2018 FM29